# مونتکیو پرکالچینو
مونتکیو پرکالچینو (به ایتالیایی: Montecchio Precalcino) یک کومونه در ایتالیا است که در استان ویچنزا واقع شده‌است. مونتکیو پرکالچینو ۱۴ کیلومتر مربع مساحت و ۴٬۹۶۶ نفر جمعیت دارد و ۸۴ متر بالاتر از سطح دریا واقع شده‌است.